# 시아와세노에너지/마츠리노요루~키미오스키니낫타히~
〈행복의 에너지/축제의 봄(그대가 좋아진 날)〉(일본어: シアワセのエナジー/祭りの夜〜君を好きになった日〜 シアワセのエナジー/まつりのよる〜きみをすきになったひ〜[*], - / 마츠리노요루~키미오스키니낫타히)는 LinQ의 4번째 싱글이다.

## 수록곡
1. 행복의 에너지
  - 작사: H(eichi), 작곡·편곡: SHiNTA
2. 축제의 밤(그대가 좋아진 날)
  - 작사: H(eichi), 작곡·편곡: SHiNTA
  - 2012년 4월 17일의 데뷔 1주년 공연에서 처음으로 보인 곡.
3. 행복의 에너지 (inst)
4. 축제의 밤(그대가 좋아진 날) (inst)

## 참고
- TOWER RECORDS ONLINE 뉴스: LinQ, 최신 싱글이 오리콘 주간 랭킹 6위! AKB48와 나란한 쾌거
- TOWER RECORDS bounce 연재 “ZOKKON SUMMER SHOCK!”